# Alpiner Australia New Zealand Cup 2025
Die Saison 2025 des Alpinen Australia New Zealand Cups begann am 18. August und soll bis zum 8. September 2025 stattfinden und wie auch die anderen Kontinentalrennserien des internationalen Ski-Verbandes FIS als Unterbau zum Weltcup dienen. Sie zählt laut FIS-Regularien bereits zur jahresübergreifenden Wettbewerbssaison 2025/26. 

## Cupwertungen

### Gesamt
| Rang | Athlet               | Punkte |
| ---- | -------------------- | ------ |
| 1    | Christian Borgnaes   | 100    |
| 2    | Storm Andre Hagen    | 80     |
| 3    | Louis Muhlen-Schulte | 60     |
| 4    | Patrick Kenney       | 50     |
| 5    | Andreas Žampa        | 45     |

| Rang | Athletin                   | Punkte |
| ---- | -------------------------- | ------ |
| 1    | Helene Unhjem Oveland      | 100    |
| 2    | Sophia Waldauf             | 80     |
| 3    | Phoebe Heaydon             | 60     |
| 4    | Serena Stebler             | 50     |
| 5    | Regine Heggelund Danielsen | 45     |

### Riesenslalom
| Rang | Athlet               | Punkte |
| ---- | -------------------- | ------ |
| 1    | Christian Borgnaes   | 100    |
| 2    | Storm Andre Hagen    | 80     |
| 3    | Louis Muhlen-Schulte | 60     |
| 4    | Patrick Kenney       | 50     |
| 5    | Andreas Žampa        | 45     |

| Rang | Athletin                   | Punkte |
| ---- | -------------------------- | ------ |
| 1    | Helene Unhjem Oveland      | 100    |
| 2    | Sophia Waldauf             | 80     |
| 3    | Phoebe Heaydon             | 60     |
| 4    | Serena Stebler             | 50     |
| 5    | Regine Heggelund Danielsen | 45     |

### Slalom
| Rang | Athlet | Punkte |
| ---- | ------ | ------ |
| 1    |        |        |
| 2    |        |        |
| 3    |        |        |
| 4    |        |        |
| 5    |        |        |

| Rang | Athletin | Punkte |
| ---- | -------- | ------ |
| 1    |          |        |
| 2    |          |        |
| 3    |          |        |
| 4    |          |        |
| 5    |          |        |

## Podestplatzierungen Herren
| Datum             | Ort                | Disziplin    | 1. Platz           | 2. Platz          | 3. Platz             |
| ----------------- | ------------------ | ------------ | ------------------ | ----------------- | -------------------- |
| 18. August 2025   | Mount Hutt (NZL)   | Riesenslalom | Christian Borgnaes | Storm Andre Hagen | Louis Muhlen-Schulte |
| 19. August 2025   | Mount Hutt (NZL)   | Riesenslalom | Rennen abgesagt    | Rennen abgesagt   | Rennen abgesagt      |
| 21. August 2025   | Mount Hutt (NZL)   | Slalom       |                    |                   |                      |
| 22. August 2025   | Mount Hutt (NZL)   | Slalom       |                    |                   |                      |
| 25. August 2025   | Thredbo (AUS)      | Riesenslalom |                    |                   |                      |
| 26. August 2025   | Thredbo (AUS)      | Riesenslalom |                    |                   |                      |
| 27. August 2025   | Thredbo (AUS)      | Slalom       |                    |                   |                      |
| 28. August 2025   | Thredbo (AUS)      | Slalom       |                    |                   |                      |
| 5. September 2025 | Coronet Peak (NZL) | Riesenslalom |                    |                   |                      |
| 6. September 2025 | Coronet Peak (NZL) | Riesenslalom |                    |                   |                      |
| 7. September 2025 | Coronet Peak (NZL) | Slalom       |                    |                   |                      |
| 8. September 2025 | Coronet Peak (NZL) | Slalom       |                    |                   |                      |

## Podestplatzierungen Damen
| Datum             | Ort                | Disziplin    | 1. Platz              | 2. Platz        | 3. Platz        |
| ----------------- | ------------------ | ------------ | --------------------- | --------------- | --------------- |
| 18. August 2025   | Mount Hutt (NZL)   | Riesenslalom | Helene Unhjem Oveland | Sophia Waldauf  | Phoebe Heaydon  |
| 19. August 2025   | Mount Hutt (NZL)   | Riesenslalom | Rennen abgesagt       | Rennen abgesagt | Rennen abgesagt |
| 21. August 2025   | Mount Hutt (NZL)   | Slalom       |                       |                 |                 |
| 22. August 2025   | Mount Hutt (NZL)   | Slalom       |                       |                 |                 |
| 25. August 2025   | Thredbo (AUS)      | Riesenslalom |                       |                 |                 |
| 26. August 2025   | Thredbo (AUS)      | Riesenslalom |                       |                 |                 |
| 27. August 2025   | Thredbo (AUS)      | Slalom       |                       |                 |                 |
| 28. August 2025   | Thredbo (AUS)      | Slalom       |                       |                 |                 |
| 5. September 2025 | Coronet Peak (NZL) | Riesenslalom |                       |                 |                 |
| 6. September 2025 | Coronet Peak (NZL) | Riesenslalom |                       |                 |                 |
| 7. September 2025 | Coronet Peak (NZL) | Slalom       |                       |                 |                 |
| 8. September 2025 | Coronet Peak (NZL) | Slalom       |                       |                 |                 |